# Verd
Verd je gručasto naselje z okoli 2000 prebivalci, drugo največje v Občini Vrhnika, ki stoji na zahodnem obronku Ljubljanskega barja južno od Vrhnike, ki se je ozemeljsko skoraj dotika in je del vrhniškega sklenjenega poselitvenega (urbanega) območja. 
Nad vasjo se vzpenjata Javorča in Ljubljanski vrh (819 mnm), pod katerim se nahaja Retovje, skupina kraških izvirov Velike Ljubljanice v neposredni bližini vasi. Nad njo poteka tudi istoimenski viadukt, po katerem je speljan primorski krak avtoceste A1 na relaciji Ljubljana–Koper, in železniška proga Ljubljana–Sežana–d.m.
Verd je sedež krajevne skupnosti, v katero spadata še Bistra in Mirke. Verd je tudi največja krajevna skupnost v občini Vrhnika. Sam Verd poleg osrednjega dela tvorijo še zaselki Pritiska in Podgora v smeri proti Bistri, Janezova vas na bregu Ljubljanice tik ob Vrhniki ter Gradar nad izviri Ljubije. Vaška cerkev je posvečena sv. Antonu Puščavniku, obkroža jo nekaj starih kmečkih domačij s kaščami. Spomeniško je zaščitena Miklčeva kašča iz 17. stoletja, v kateri je sedaj urejena galerija. Druga znamenitost je ajdovski zid, ki je bil zgrajen v času rimskega cesarstva  v 3. stoletju, za obrambo ceste ter sega od pobočja nad izviri Ljubije v dolžini 10 km do Zaplane.
Na pobočjih Javorče nad železniško postajo Verd je velik kamnolom apnenca. V Verdu je nekoč obratovala tudi lesnopredelovalna tovarna Liko, ki pa je propadla. Leta 2014 je bil v eni od proizvodnih hal urejen plezalni center.

## Izvor krajevnega imena
Verd se v starih zapisih omenja leta 1260 in Werde, 1369 kot Werd in 1370 kot in dem Werd. Ime je nemškega izvora in temelji na srednjevisokem nemškem občnem imenu wert v pomenu 'otok, potok, višje ležeče suho mesto v močvirju ali ob njem', v starovisoki nemščini se je v rednem jezikovnem razvoju razvilo wired 'otok, polotok' kar je tvorba iz indoevropskega korena Hųer- v drugotnem pomenu 'zapirati, obdajati, obkrožati, varovati.'

## Zgodovina
Kraj je prvič omenjen v listini iz leta 1260. Cerkev sv. Antona Puščavnika je bila zgrajena v 15. stoletju in leta 1619 predelana v baročnem slogu. Kamnolom je nastal konec 19. stoletja, v njem so sprva pridobivali gradbeni material za obnovo Ljubljane, ki jo je leta 1895 poškodoval hud potres, kasneje pa apnenčast grušč za potrebe železnice.
Med drugo svetovno vojno je bil Verd zaradi bližine železniške proge prizorišče več akcij NOB. V odmevni akciji junija 1942 so partizani osvobodili vlak z interniranci na poti v koncentracijsko taborišče Gonars in jih 332 rešili.

## Znane osebnosti
V Verdu sta se rodila slovenska slikarja:
- Jožef Petkovšek
- Matej Sternen[3]